# Jettchen Gebert
Jettchen Gebert ist ein Roman von Georg Hermann von 1906. Er wurde über 150.000 Mal verkauft und machten den Autor populär.

## Inhalt
Der Roman handelt in einer großbürgerlichen jüdischen Familie in Charlottenburg in den Jahren 1839/40.
Die schöne Henriette Gebert, genannt Jettchen, wächst bei ihrem Onkel, dem wohlhabenden Seidenhändler Salomon, und dessen Frau Rikchen auf, da ihre Eltern früh gestorben sind.
Jettchen lernt den jungen Literaten Friedrich Kößling kennen und lieben, der aber nicht besonders erfolgreich ist und mit Texten für Zeitschriften seinen Lebensunterhalt verdient.
Aber der Onkel möchte ihn nicht als Ehemann, da er nicht vermögend ist und zudem zum Christentum konvertierte.
Stattdessen wird Jettchen gedrängt, ihren Cousin Julius Jacoby zu heiraten, der in Schlesien als Kaufmann tätig ist. Sie fügt sich schließlich widerwillig dem Wunsch der Familie.
Nach der Hochzeitszeremonie verlässt sie jedoch die Hochzeitsgesellschaft und läuft durch die kalte Berliner Novembernacht davon.
Der Roman beschreibt das Leben in Berlin in der Biedermeierzeit um 1840.
Dabei werden Kleidung, Wohnungseinrichtungen und der Alltag dieser Zeit sehr detailliert beschrieben, ebenso Lebensgewohnheiten und Einstellungen in einer großbürgerlichen jüdischen Familie in dieser Zeit.
Der grundlegende Konflikt für Jettchen Gebert besteht in der Spannung zwischen den strikten Konventionen und ihren Lebensbedürfnissen, die sie nicht in ausreichendem Maße umsetzen kann.

## Hintergründe
Georg Hermann lebte seit 1900 als freischaffender Schriftsteller in Berlin. Er hatte einen Roman und mehrere Erzählbände veröffentlicht und schrieb auch Artikel für Zeitschriften, besonders über Kunstgewerbe und Kunst des 19. Jahrhunderts.
Sein Verleger Egon Fleischel gab ihm 1905 einen größeren finanziellen Vorschuss, um einen Roman aus dem Berlin der Biedermeierzeit zu schreiben, die in dieser Zeit besonders gefragt war.
Georg Hermann recherchierte etwa ein Jahr lang. Anfang 1906 legte er die ersten hundert Seiten dem Verleger vor, der ihm danach weitere Zeit gewährte. Der einflussreiche Literaturkritiker Arthur Eloesser drängte jedoch, nachdem er das Manuskript ebenfalls einsehen konnte, auf eine baldige Veröffentlichung in der renommierten Vossischen Zeitung. Am 7. Juni 1906 erschien der erste Teil des Fortsetzungsromans, der zu dieser Zeit noch unvollendet war. Georg Hermann musste nun für die täglichen Fortsetzungen jeweils pünktlich den Text liefern. Am 9. September erschien die letzte Folge. Im Oktober 1906 wurde die erste Buchausgabe im Verlag von Egon Fleischel herausgegeben.
Der Roman Jettchen Gebert wurde ein großer Erfolg und machte den Autor bekannt. Er wurde eines der meistgelesenen Bücher dieser Zeit. Georg Hermann veröffentlichte 1908 den Nachfolgeroman Roman Henriette Jacoby, der ihre Geschichte bis zu ihrem tragischen Tod weitererzählte. 1911 verfasste er ein Theaterstück Jettchen Geberts Geschichte.
Es gab eine Verfilmung 1918, eine Operette (1928) und Übersetzungen in viele Sprachen .